# ناحیه لاکتون، میشیگان
ناحیه لاکتون (به انگلیسی: Laketon Township) یک منطقهٔ مسکونی در ایالات متحده آمریکا است که در شهرستان موسکگون، میشیگان واقع شده‌است.
 ناحیه لاکتون ۴۸٫۴ کیلومتر مربع مساحت و ۷٬۵۶۳ نفر جمعیت دارد و ۱۹۱ متر بالاتر از سطح دریا واقع شده‌است.